# Smilitarizzazione del controllo del traffico aereo in Italia
Con smilitarizzazione del controllo del traffico aereo in Italia, si definisce l'insieme di eventi che portò negli anni tra il 1979 e il 1981 alla cessazione del monopolio della fornitura dei servizi del traffico aereo da parte dell'Aeronautica Militare.
In base a quanto stabilito dall'Organizzazione Internazionale dell'Aviazione Civile (ICAO), ogni stato deve avere un ente che detta le norme vigenti (il Regulator) e un ente che fornisce i servizi del traffico aereo (l'Air Navigation Service Provider - ANSP). Dopo la demilitarizzazione, in Italia venne affiancata all'Aeronautica Militare un fornitore di servizio civile: l'AAAVTAG (Azienda Autonoma Assistenza al Volo Traffico Aereo Generale), oggi ENAV SpA. La transizione tra la gestione completamente militare e la gestione mista si realizzò dopo un periodo di manifestazioni di malumore da parte del personale militare, che culminò con l'astensione dalle attività del 19 ottobre 1979, cui fecero seguito iniziative politiche che portarono al decreto del presidente della Repubblica 484/81 emanato dall'allora presidente Sandro Pertini che normalizzò l'assetto del settore.

## Lo sviluppo del controllo del traffico aereo
Gli anni del dopoguerra videro l'inizio di uno sviluppo rivoluzionario nel controllo del traffico aereo: l'introduzione del radar. Originariamente sviluppato dagli inglesi per la difesa militare, questa nuova tecnologia consentiva agli incaricati del controllo da terra di vedere la posizione degli aerei presentata su schermi video. Nel 1946, la Civil Aeronautics Administration (CAA) degli Stati Uniti d'America introdusse un radar sperimentale da utilizzare sulle torri di controllo negli aeroporti civili e dal successivo 1952, l'agenzia USA iniziò l'impiego di routine di radar per guidare l'avvicinamento e la partenza degli aerei civili dagli scali.
Nel 1960, la allora Federal Aviation Agency (oggi Federal Aviation Administration - FAA) statunitense, incaricata di regolare e sovrintendere a ogni aspetto riguardante l'aviazione civile, iniziò una campagna di prove con aerei dotati di un dispositivo ricetrasmittente (il transponder) e un sistema a terra detto radar secondario di sorveglianza. Questa tecnologia, anch'essa di derivazione militare, migliorava la capacità dei radar esistenti di seguire il traffico degli aeromobili, al punto che si rendeva possibile far volare aerei civili in sicurezza anche in condizioni in cui la visibilità era nulla e i piloti dovevano effettuare la navigazione aerea, utilizzando solo gli strumenti di bordo e il supporto da terra di operatori particolarmente addestrati: "i controllori". Pur in queste condizioni, gli operatori di terra furono nel tempo sempre più in grado di ridurre la spazio tra aerei vicini (la cosiddetta "separazione") decongestionando le rotte, via via sempre più affollate in seguito allo sviluppo del trasporto aereo di quegli anni. Dal 1965 al 1975, la FAA adottò per prima nel mondo dei sistemi informatici complessi di ausilio alla gestione del traffico, in grado di sostituire, per esempio, le scritte tracciate a penna su marcatori di plastica utilizzati dagli operatori di terra per tenere conto manualmente della situazione. Sin dagli esordi, questi sistemi aiutavano i controllori con funzioni di aiuto e allarme in caso di pericolo.
All'inizio degli anni settanta, la crescente congestione degli spazi aerei, portò negli USA all'impiego sempre più intenso del personale di terra, incaricato del delicato e complesso compito di ottimizzare le rotte per consentire un efficiente svolgimento dei voli, ma, nello stesso tempo, responsabile che i velivoli sotto la propria responsabilità, non collidessero tra loro o con ostacoli naturali, particolarmente in cattive condizioni di visibilità

## L'evoluzione in Italia paragonata a quella negli USA
Negli Stati Uniti, la constatazione dell'essere in presenza di rischi per vite umane e la crescente complessità degli strumenti tecnologici divenuti disponibili, portarono al riconoscimento di una specifica professionalità per gli operatori incaricati del controllo del traffico aereo. Trattandosi di dipendenti di un'organizzazione civile, la retribuzione venne adeguata agli effettivi rischi penali e civili corsi nell'esercizio dell'attività. Inoltre, la condizione di ente civile, consentiva l'esistenza di organizzazioni di rappresentanza del personale, in grado di svolgere il ruolo di interlocutori dei vertici dell'agenzia governativa, su temi quali la durata dell'orario di lavoro, i turni di riposo, l'adeguatezza delle attrezzature, la validità delle procedure. Gli studi di ergonomia e l'analisi degli incidenti che si raffinarono in quegli anni, fecero comprendere come si trattasse di argomenti fortemente collegati alla sicurezza del volo.
In Italia negli stessi anni, il retaggio bellico e la concomitante guerra fredda con i paesi del blocco sovietico, uniti alla presenza di procedure e tecnologie di provenienza militare e largamente sovrapponibili a quelle impiegate per la difesa aerea, lasciarono nelle mani dell'Aeronautica Militare la gestione del controllo del traffico aereo civile. A livello ministeriale, la stessa Direzione Generale dell'Aviazione Civile era parte del Ministero della Difesa e non del Ministero dei Trasporti.
All'inizio degli anni settanta la crescente disparità a confronto con le altre organizzazioni occidentali, particolarmente con quella statunitense, creò fermento negli ambienti dei giovani ufficiali e tra i sottufficiali dell'arma azzurra comandati al servizio di controllo del traffico aereo civile. La particolarità della organizzazione militare, però, non consentiva forme di protesta normalmente praticate nelle attività civili. La astensione dal servizio e la propaganda per l'organizzazione di forme di protesta tra militari è regolamentata da particolari codici penali, che la definiscono come ammutinamento e sedizione. A distanza di anni dagli eventi è divenuto noto che erano già state predisposte le azioni per deferire ai tribunali militari i protagonisti di azioni di protesta che, in applicazione dei codici, avrebbero portato a condanne alla reclusione.
Il 6 luglio 1975, un lungo articolo sul Corriere della Sera dal titolo "Gli angeli custodi del volo tranquillo" per primo accennò alle difficoltà delle condizioni di lavoro, alle scarse attrezzature e retribuzioni degli operatori militari adibiti al controllo del traffico aereo civile.
Nel settembre del 1977 i controllori del centro regionale di Linate attuano le prime forme di protesta, applicando alla lettera le disposizioni operative. Il 25 dello stesso mese, viene pubblicato un altro articolo sul Corriere della Sera che con il titolo "Giuste alcune richieste" nell'ultima parte commenta l'aspetto economico dei controllori. L'idea, però, di trasferire i compiti di assistenza al volo dai militari ai civili non si ritiene praticabile a fronte del costo che l'operazione comporterebbe, in primo luogo perché lo stipendio di operatori civili, paragonato a quello degli omologhi stranieri, sarebbe di gran lunga superiore di quello dei militari italiani.
Nel gennaio 1979, in una serie di articoli a puntate su il Giornale dal titolo "Un'approfondita inchiesta sulla situazione delle Forze Armate italiane", il generale Antonio Mura non fece cenno alla vicenda. La smilitarizzazione era un argomento del quale si discuteva, ma non era in agenda tra i vertici delle forze armate italiane. Al contrario, da anni esistevano movimenti tra alcuni sottufficiali che spingevano alla protesta clamorosa, tra questi uno particolarmente attivo, il "movimento dei sottufficiali democratici" di connotazione ideologica vicina a Potere Operaio, che arrivarono a proporre manifestazioni con sfilata in corteo in divisa, a volto coperto e con il pugno chiuso.

## La protesta dei controllori del 19 ottobre 1979

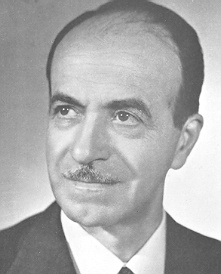
Luigi Preti, ministro dei Trasporti dal marzo 1979 all'aprile 1980.

Il 3 giugno 1979 si tennero le elezioni politiche. Nell'agosto successivo, venne nominato Presidente del consiglio Francesco Cossiga, ma nella compagine di governo rimasero nel loro incarico Luigi Preti al Ministero dei Trasporti e Attilio Ruffini al Ministero della difesa, confermati nell'incarico che rivestivano nel precedente quinto governo Andreotti. Il Capo di Stato Maggiore dell'Aeronautica era dal 1977 il generale Alessandro Mettimano.
Preti, già nella legislatura precedente e con il governo precedente, aveva varato un decreto legge di spesa per l'aviazione civile (D.L.151/79), modificato e convertito in legge alla fine di luglio dal parlamento appena eletto (L.299/79). Con questi provvedimenti si stanziavano maggiori fondi per il settore e si rimandava a una successiva riunione del CIPE dopo la pausa estiva per l'effettiva definizione dei criteri direttivi da adottare nella realizzazione degli interventi.
Il ministro dei trasporti presentò le sue proposte il 14 settembre e relazionò alla riunione del CIPE il 10 ottobre. Venivano recepite le necessità di riservare fondi alle attrezzature di assistenza al controllo del traffico aereo e non solo a opere infrastrutturali come nelle prime ipotesi di spesa, ma nella suddivisione tra i ministeri, 188 miliardi di lire al Ministero dei Trasporti e 22 al Ministero della Difesa, non venne completamente tenuto conto delle reiterate richieste di riforma e di miglioramento nel trattamento del personale, fatto salvo alcuni finanziamenti per la costruzione di alloggi di servizio.
L'agitazione tra i militari già riportata nei mesi precedenti dalla stampa, raggiunse il culmine, trasformandosi in autentica irritazione per i contestatori più attivi che iniziarono a far circolare l'idea di una immediata protesta clamorosa: obiettivo dei promotori dell'iniziativa era bloccare il traffico aereo civile in Italia, chiedendo a tutti gli operatori di presentare le dimissioni temporanee dal servizio, tutti insieme lo stesso giorno, fissato per il 19 ottobre, un venerdì. I controllori in grande numero si predisposero con la dichiarazione pronta da consegnare al proprio comandante e alcuni la depositarono preventivamente ad un notaio. Nel testo si chiedeva di essere esonerati dal servizio per ragioni personali contingenti. In caso di ordine ad operare, i coordinatori dell'iniziativa suggerirono di pretendere un ordine scritto.
Il giorno prima della inedita forma di protesta, non ne era certa la riuscita, in quanto molti controllori ed assistenti risultavano ancora indecisi. Il ministro Preti, intervistato da un giornalista RAI per conto del telegiornale dichiarò: "fate come me, io domani andrò in volo, sarà tutto regolare".
Il giorno dopo, invece, la quasi totalità dei controllori e assistenti (circa 900 uomini tra ufficiali e sottufficiali), presentò in contemporanea le dimissioni temporanee dal servizio. Gli aerei rimasero a terra e quel 19 ottobre 1979 tutto il traffico aereo italiano fu bloccato.

## La soluzione politica

Sandro Pertini e Francesco Cossiga all'epoca in cui erano rispettivamente Presidente della Repubblica e Presidente del Consiglio italiani durante il Governo Cossiga I (1979-1980)

Man mano che arrivavano le notizie sulla adesione alla protesta e le notizie di collisioni mancate, la situazione si chiarì nella sua gravità. I voli furono fermati per sicurezza e come titolarono i giornali, l'Italia si trovò isolata dal resto del mondo. Pertini, eletto da poco più di un anno alla Presidenza della Repubblica, rompendo ancora una volta con le consuetudini di comportamento dei suoi predecessori, in modo per l'epoca inedito si avvalse della sua condizione di capo delle forze armate italiane e convocò al Quirinale il Presidente del Consiglio Cossiga e alcuni rappresentanti dei controllori. Presentando la promessa del capo del governo di disciplinare la materia con un decreto legislativo urgente che avrebbe varato la smilitarizzazione, ottenne il rientro della protesta e davanti ai presenti, telefonò al procuratore militare intimandogli di non iniziare l'azione penale. Gli operatori, ormai ribattezzati dalla stampa "uomini radar", ritirarono le dimissioni e già nel pomeriggio la situazione iniziò a normalizzarsi.

## Le reazioni
I contraccolpi politici furono enormi. Si chiesero le dimissioni del ministro dei trasporti Preti. Il ministro della difesa Ruffini ricevette i generali i quali chiesero con insistenza se "il codice militare vale dopo il caso degli uomini-radar" (Corriere, 23 ottobre 1979). Il Giornale del 24 ottobre 1979 titolò con un articolo a firma Renzo Trionfera: "un altro 8 settembre dicono i vertici militari" ed un duro articolo di Federico Orlando mise in risalto come i "capitani rivoltosi" ormai sicuri dell'impunità rivolgevano a suo avviso sempre più pressanti richieste e pretese. Subito i giornali cominciarono a valutare i reati commessi e le mancate punizioni, in definitiva ritennero l'azione del 19 ottobre una resa delle istituzioni, una vittoria dei rivoltosi, un superamento del codice militare.
Alberto Li Gobbi su Il Giornale del 25 ottobre 1979 ricordò le pene previste per l'insubordinazione, l'ammutinamento, il rifiuto controllori, tutte pene previste dal Codice penale militare di pace italiano, tuttavia il processo di smilitarizzazione era avviato. Le dimissioni vennero ritirate, ma le tensioni interne tra controllori ed autorità militari si acuirono. Coloro che già erano impiegati in aeroporti civili o nei Centri di controllo, transitarono nei ruoli del Commissariato all'Assistenza al Volo già dal 1º maggio 1980. Chi era invece impiegato negli aeroporti militari dovette attendere ancora fino al 26 febbraio 1981.
Un commento alla vicenda fu quello di Mario Cervi che nell'opera "Storia d'Italia scritta con Indro Montanelli ed edita nel 1993, per la parte relativa a quel momento storico riportava  "Un altro KO lo Stato lo subì per opera dei controllori di volo, che erano a tutti gli effetti militari, e quindi sottoposti alla disciplina vigente per le Forze Armate: ma che rivendicavano uno status di impiegati civili. Anche qui è possibile, anzi probabile, che i controllori di volo, cui era affidato un servizio di alto livello tecnico e di estrema responsabilità, avessero ragioni fondate rivendicando, per quanto riguardava l'ordinamento e per quanto riguardava i compensi, un cambiamento. Ma lo fecero, nell'ottobre del 1979, in un modo che era loro vietato, ossia scioperando. Una loro incriminazione era, a termini di legge, non solo ammissibile ma doverosa. A questo punto intervenne Pertini, che era di norma animato da buone intenzioni, ma che, nella sua smania piuttosto pasticciona di ergersi al di sopra della classe politica e del governo, combinava non di rado dei guai. Citiamo ancora Andreotti: "Estemporaneamente, il Presidente convocò al Quirinale il Presidente del Consiglio insieme agli "uomini radar", e in loro presenza telefonò al Procuratore militare intimandogli di non iniziare l'azione penale. Cossiga "coprì la corona", si assunse le responsabilità conseguenti e dovette faticare molto per evitare dimissioni di protesta nelle Forze Armate. I voli ripresero ma il vulnus fu veramente grave. Recentemente Carla Pertini mi ha detto che chi sollecitò Sandro fu il capo di Stato maggiore dell'aeronautica". 